# وادي فيران (مسلسل)
يستمد أحداثه من واقعة حقيقية حدثت في منطقة جنوب سيناء خلال الفترة من نكسة يونيو1967 وحتي نصر أكتوبر73. ويعكس المسلسل صور مقاومة أهالي سيناء للاحتلال الإسرائيلي للسيطرة علي المنطقة وعلي عقول ووجدان أهلها خاصة الشباب.

## الشخصيات
| - جمال عبد الناصر:فواز - حنان ترك:طاهرة - عبد الله محمود:شبل - غادة عبد الرازق::هداسا - خالد جمال:عبد الله - سميرة عبد العزيز:أمنة اخت سعدون ونمر - سلوى محمود:أم فواز - محمد عبد الحافظ:سعيد - أمانى البحطيطي:أخت فواز - أحمد كمالي:شيخ جامع - ألينا:سالي - أحمد خليل:الشيخ النمر (الشيخ سالم الهرش) - حمدي أحمد:الشيخ سعدون - عبد الغفار عودة:الأب عياش | المخابرات المصرية - عطية عويس:مسئول بالمخابرات - مجدي كامل:عزت - طارق كامل:جلال - محمد عبد النبي - فتحي أمين الموساد - محمد التاجي:إيزاك أبو جميل - أحمد زاهر:ديفيد - حمدي السخاوي:دان - مجدي إدريس: كوهين - محمد فؤاد عطا الله - جلال أبو السعود | - أحمد البخاري - فؤاد زويل - ممدوح صالح - السيد الصاوي - أحمد كمال - ياسمين فتيات الموساد - لقاء سويدان:راشيل - أميرة نايف:جوليا - جيلان إبراهيم - هالة الزيني - مستورة أحمد - ايزابيل كمال:سارة - نانسي علوي - نجلاء الحفناوي | أولاد البدو - هشام سالم:علي عمران - خالد النجدي:معبد - مغرد حجاب:مغرد - إيهاب شهاب:حسان - طارق الآمير:حماد - أسامة فوزي - أيمن أبو ليلة - طاهر شمعة - محمد سراج - محمد الألفطي - علي جمال الدين - مهدي سنان - حسن علي - محمد عبد الله | الفدائيين - سامر فاروق:مرسي - جمال يوسف:جمال - شريف عواد:أحمد الأطباء - محمد علوان - أشرف غزالي - محسن بهجت |

الأطفال:يحيي علاء كريم - ياسمين خالد - شيماء أحمد - سيف عبد الخالق
أشترك في التمثيل:مختار أمين - سهير طه حسين - سليمان عيد:عواد - محمد عبد الحليم - كريم التركي - نهلة إبراهيم - شريف الطيب - كمال الألفي - خالد العطفي - نشوى الصافي - عصام بديع - أحمد شعيب - محيي الدين عبد الحميد:والد عبد الله - داليا بهجت - سيد الطيب - مي عبد الواحد - سعيد علي - خالد السبكي - سعد لبيب - أسامة نعيم - ندا

## مواضيع متعلقة
- مسلسل وادي فيران على اليوتيوب
- رأفت الهجان
- دموع في عيون وقحة